# کتان جزایر گالاپاگوس
کتان جزایر گالاپاگوس (نام علمی: Linum cratericola) نام یک گونه از تیره کتانیان است.